# Survival (Album)
Survival ist ein Reggae-Album der jamaikanischen Reggaelegende Bob Marley und seiner Band The Wailers. Es wurde am 2. Oktober 1979 veröffentlicht. Marley ruft im Song Africa Unite zur panafrikanischen Solidarität auf. Zimbabwe ist eine aufwühlende Hymne für das wenig später befreite Rhodesien. Der Song wurde im Rahmen der Unabhängigkeitsfeier von Simbabwe 1980 von Marley aufgeführt, unmittelbar nach der offiziellen Unabhängigkeitserklärung. Somit gilt Marleys Zimbabwe als inoffizielle Nationalhymne Simbabwes.
Survival hieß zuerst Black Survival, um die Dringlichkeit der afrikanischen Einheit zu unterstreichen, aber der Name wurde gekürzt, um Fehlinterpretationen des Albumthemas zu verhindern. Marley plante ursprünglich, Survival als ersten Teil einer Trilogie zu veröffentlichen, gefolgt von Uprising (1980) und Confrontation (1983, posthum).
Das Album wurde in Afrika teilweise zensiert (so wurden die Platten mit Messern auf Anordnung der Regierung zerkratzt). Die Kolonialmächte, vor allem Großbritannien und Frankreich, wollten damit verhindern, dass die kämpferischen Texte die schwarzen Einheimischen zu Revolten und Aufständen verleiten.

## Titellisten
Survival (LP, MC, CD)
1. So Much Trouble in the World – 4:00
2. Zimbabwe – 3:49
3. Top Rankin’ – 3:09
4. Babylon System – 4:21
5. Survival – 3:54
6. Africa Unite – 2:55
7. One Drop – 3:52
8. Ride Natty Ride – 3:53
9. Ambush in the Night – 3:14
10. Wake Up and Live – 4:58

Survival (CD) (The Definitive Remasters, 2001):
1. So Much Trouble in the World – 4:00
2. Zimbabwe – 3:51
3. Top Rankin’ – 3:10
4. Babylon System – 4:21
5. Survival – 3:53
6. Africa Unite – 2:54
7. One Drop – 3:51
8. Ride Natty Ride – 3:50
9. Ambush in the Night – 3:12
10. Wake Up and Live – 4:58

Bonustrack:
1. Ride Natty Ride (12″ Mix) – 6:23

Survival (LP, 2015)
1. So Much Trouble in the World
2. Zimbabwe
3. Top Rankin’
4. Babylon System
5. Survival
6. Africa Unite
7. One Drop
8. Ride Natty Ride
9. Ambush in the Night
10. Wake Up and Live

## Cover
Auf dem Cover sind achtundvierzig Flaggen abgebildet, davon 47 afrikanische sowie jene Papua-Neuguineas, das in Ozeanien liegt.
| Kenia                                    | Angola           | Elfenbeinküste               | Äthiopien                                | Tschad                | Ägypten     | Ghana    |
| Senegal                                  | Sierra Leone     | Kamerun                      | Tunesien                                 | Niger                 | Nigeria     | Guinea   |
| Gambia                                   | Somalia          | Obervolta (nun Burkina Faso) | Zaire (nun Demokratische Republik Kongo) | Guinea-Bissau         | Liberia     | Eswatini |
| Madagaskar                               | Togo             | Mosambik                     | Zentralafrikanische Republik             | Simbabwe (ZAPU)       | Seychellen  | Sambia   |
| Lesotho                                  | Uganda           | Algerien                     | Mali                                     | Sudan                 | Botswana    | Marokko  |
| Volksrepublik Kongo (nun Republik Kongo) | Tansania         | Burundi                      | Simbabwe (ZANU)                          | Mauritius             | Mauretanien | Gabun    |
| Benin                                    | Äquatorialguinea | Papua-Neuguinea              | Malawi                                   | São Tomé und Príncipe | Dschibuti   | Ruanda   |

Es gibt vier afrikanische Länder, deren Flaggen fehlen: Kap Verde, die Komoren, Libyen, und Südafrika (Namibia hatte keine eigene Flagge, weil es zu der Zeit von Südafrika verwaltet wurde.) Die Flaggen des Réunion und Westsahara erschienen auf einem Poster, das dem Album beilag.

## Kommerzieller Erfolg

### Chartplatzierungen
| ChartsChartplatzierungen       | Höchstplatzierung | Wochen |
| ------------------------------ | ----------------- | ------ |
| Deutschland (GfK)              | 40 (23 Wo.)       | 23     |
| Vereinigte Staaten (Billboard) | 70 (16 Wo.)       | 16     |
| Vereinigtes Königreich (OCC)   | 20 (6 Wo.)        | 6      |

### Auszeichnungen für Musikverkäufe
| Land/Region                  | Auszeichnungen für Musikverkäufe (Land/Region, Auszeichnung, Verkäufe) | Verkäufe |
| ---------------------------- | ---------------------------------------------------------------------- | -------- |
| Frankreich (SNEP)            | Platin                                                                 | 300.000  |
| Kanada (MC)                  | Gold                                                                   | 50.000   |
| Neuseeland (RMNZ)            | 2× Platin                                                              | 40.000   |
| Spanien (Promusicae)         | Platin                                                                 | 100.000  |
| Vereinigtes Königreich (BPI) | Gold                                                                   | 100.000  |
| Insgesamt                    | 2× Gold · 4× Platin ·                                                  | 590.000  |

Hauptartikel: Bob Marley/Auszeichnungen für Musikverkäufe